# Polycentropus graciosa
Polycentropus graciosa – gatunek chruścika z rodziny przyocznicowatych i podrodziny Polycentropodinae.
Gatunek ten opisany został po raz pierwszy w 2011 roku przez Stevena W. Hamiltona i Ralpha W. Holzenthala na łamach „ZooKeys”. Jako lokalizację typową wskazano Rio Cascata w Garciosie przy drodze do Morretes w brazylijskim stanie Paraná. Epitet gatunkowy pochodzi od lokalizacji.
Chruścik o ciemnobrązowym lub czarnym ciele i odnóżach. Skrzydło przednie osiąga od 7 do 8 mm długości. Brak na skrzydle łatek z jaśniejszych szczecinek, dominują delikatne szczecinki czarne. Odwłok samca ma szerokie, prawie trójkątne w widoku bocznym, a w widoku brzusznym kwadratowe z lekko przewężonymi pośrodku bokami oraz przeciętnie mocno wklęśniętym brzegiem tylnym dziewiąte sternum. Bardzo długa, znacznie dłuższa niż wysokość odwłoka, lekko dogrzbietowo zakrzywiona, w widoku grzbietowym na niemal całej długości równośrednicowa i tylko u szczytu stopniowo zwężona przysadka pośrednia ma nieco rozdętą nasadę. Przysadka preanalna ma przeciętnie długi, palcowaty, u szczytu okrągławo ścięty wyrostek mezolateralny połączony wąsko podstawą z grzbietową częścią doogonowo skierowanego, szeroko-palcowatego wyrostka mezowentralnego tejże przysadki. Przysadka dolna jest w widoku brzusznym szeroka u podstawy, smukła u szczytu, zaopatrzona w wydatny kolec mezowentralny o rozdwojonym i ostrym szczycie, z kolei w widoku bocznym długa, nieco trójkątna, o zaokrąglonym poniżej płytkiego ogonowego wcięcia brzegu tylno-brzusznym, niskiej, od góry nieco zaokrąglonej flance grzbietowo-bocznej oraz szerokim, pośrodkowo umieszczonym kolcu mezowentralnym, pozbawiona kolca kaudalnomezalnego. Przeciętnie krótka fallobaza ma wąski w widoku bocznym wyrostek wierzchołkowo-brzuszny o dwóch wierzchołkach, dość szerokie pasmo zesklerotyzowane endoteki i szeroki w widoku grzbietowym skleryt fallotremy. U-kształtny skleryt subfalliczny ma nóżkę z wąskimi wypustkami bocznymi i długie ramiona.
Owad neotropikalny, endemiczny dla Brazylii.